# Кунка
Ку́нка — село в Україні, у Кунківській сільській громаді Гайсинського району Вінницької області. 

## Історія
12 червня 2020 року, відповідно розпорядження Кабінету Міністрів України № 707-р «Про визначення адміністративних центрів та затвердження територій територіальних громад Вінницької області», село увійшло до складу Кунківської сільської громади.
17 липня 2020 року, в результаті адміністративно-територіальної реформи і ліквідації Гайсинського району, село увійшло до складу новоутвореного Гайсинського району.

## Населення

### Мова
Розподіл населення за рідною мовою за даними перепису 2001 року:
| Мова       | Кількість | Відсоток |
| ---------- | --------- | -------- |
| українська | 951       | 98.86%   |
| російська  | 11        | 1.14%    |
| Усього     | 962       | 100%     |

## Відомі персоналії
- Джевецький Стефан Карлович — польський винахідник, інженер, піонер авіабудування.
- Перкун Анатолій Сафронович — бригадир механізаторів, новатор сільськогосподарського виробництва, депутат Верховної Ради СРСР, Герой Соціалістичної Праці.